# Петров, Василий Родионович
Васи́лий Родио́нович Петро́в (28 февраля (12 марта) 1875, Харьковская губерния, Российская империя — 4 мая 1937, Москва, СССР) — русский и советский певец-бас, народный артист РСФСР.

## Биография
Родился 28 февраля (12 марта) 1875 года в селе Алексеевка Харьковской губернии (ныне — Первомайский район Харьковской области, Украина) в семье сельского портного.
Начальное образование получил в двухклассной школе, а затем в Волчанской учительской семинарии. Мальчиком начал играть на скрипке и достиг значительных успехов, но, случайно повредив палец, вынужден был оставить занятия музыкой. В поисках заработка поступил в архиерейский хор — сначала в Харькове, потом в Таганроге. В 1895 году был приглашён работать в гастролировавшую в Таганроге украинскую оперную труппу Суходольского, а через три года поступил в Московскую консерваторию по классу пения А. И. Барцала. В 1902 году окончил консерваторию и в том же году дебютировал в Большом театре, где до 1937 года был солистом, исполняя все партии первого баса. Выступал вместе с Ф. И. Шаляпиным, А. В. Неждановой и другими певцами.
Василий Петров — один из крупнейших представителей русского вокального искусства. Обладал гибким выразительным голосом широкого диапазона, сочетавшим мягкость и красоту звучания с мощью и редкой для баса колоратурной техникой.
Василий Родионович имел в своем репертуаре свыше 80 партий в операх русских композиторов. Кроме того, выступал и как концертный певец. Гастролировал за рубежом. В 1924 году ему присвоено звание заслуженный артист Республики.
В 1925—1929 годах был вокальным руководителем Оперного театра им. К. С. Станиславского, а в 1935—1937 годах — Оперной студии Большого театра. В последние годы жизни вёл педагогическую работу в Музыкальном техникуме им. Глазунова. С 1933 года — народный артист Республики.
Умер 4 мая 1937 года. Похоронен на Введенском кладбище (10 уч.).
Его внук, пианист Николай Арнольдович Петров (1943—2011) — Народный артист СССР (1991).

## Лучшие партии
- Иван Сусанин («Иван Сусанин» Глинки)
- Руслан («Руслан и Людмила» Глинки)
- Досифей («Хованщина» Мусоргского)
- Мельник («Русалка» Даргомыжского)
- Мефистофель («Фауст» Гуно)